# كاثلين ماثيوز
كاثلين ماثيوز (بالإنجليزية: Kathleen Matthews)‏ هي صحفية أمريكية، ولدت في 9 أغسطس 1953 في سان فرانسيسكو في الولايات المتحدة.

## وصلات خارجية
- كاثلين ماثيوز على موقع IMDb (الإنجليزية)
- كاثلين ماثيوز على موقع قاعدة بيانات الفيلم (الإنجليزية)